# 지방도 제302호선
지방도 제302호선은 경기도 화성시 우정읍 이화리와 충청북도 진천군 덕산읍 합목삼거리를 잇는 경기도의 지방도이다.
서평택, 송탄동, 안성시 등을 동서로 가로지르는 것이 특징이며, 2009년 4월 현재 이화리 ~ 장안 교차로 구간과 청북읍 ~ 고덕면 구간을 대상으로 도로를 확장하는 공사를 진행 중이다. 또한 홍원리 ~ 청북읍 삼계 구간에는 도로를 신설하는 공사를 진행하고 있다.
옥정재 이후 구간부터는 지방도 제587호선과 직결되는 구조였으나, 2010년에 지방도 제587호선 구간을 통합하였다.

## 연혁
- 2005년 3월 28일 : 기존 지방도 제302호선인 '월곶 ~ 운양선'을 폐지[2]
- 2005년 3월 28일 : 지방도 제302호선을 새로 지정[3]
- 2006년 5월 15일 : 이화 ~ 삼계간 도로 확포장공사에 의해 화성시 장안면 노진리 300m 구간 폐지[4]
- 2010년 9월 : 지방도 제587호선 구간을 이 지방도에 편입[5]
- 2016년 12월 31일 : 청북 ~ 고덕간 도로(평택시 청북읍 어연리 ~ 고덕면 두릉리) 2.72 km 구간 확장 개통[6]
- 2023년 3월 3일 : 안성시 보개면 동신리 ~ 금광면 신양복리 1.28km 구간 개량 개통[7]
- 2024년 5월 3일 : 진천군 덕산읍 합목리 ~ 한천리 1.2km 구간 확장 개통[8]

## 경유지

### 경기도
- 화성시
  - 우정읍 이화 교차로 - 노진1사거리
  - 장안면 노진대교 - 장안리 - 장안 교차로 - 장안대교
- 평택시
  - 안중읍 장안대교 - 홍원리사거리 - 홍원육교 - (미개통 구간 : 신원 교차로 - 홍원리)
  - 청북읍 (미개통 구간 : 옥길리 - 후사리) - 청북읍 행정복지센터앞사거리 - 현곡지하차도 교차로 - 현곡산업단지 - 토진리 - 한산교 - 한산리 - 어연한산산업단지 - 어연초등학교 - 어연리 - 어연사거리 - 어연 나들목 - 동연교
  - 고덕면 동연교 - 동청리 - 계류지교 - 종덕초등학교 - 두릉리 - 당현리
  - 중앙동 (고덕 입구) - 이충지하차도 - 현대아파트사거리 - 장당도서관 - 석정교 - 이충동
  - 송탄동 장안동 - 도일사거리 - 송탄 나들목
- 안성시
  - 원곡면 내가천리 - 원곡산업단지 - 역말마을앞 교차로 - 원곡교 - 하가천삼거리 - 자문산업단지 - 칠곡삼거리 - 칠곡리 - 반제고개 - 반제리 - (해창테크)
  - 공도읍 (신기) - 만정리 - 만정2육교 - 부영아파트앞 - 농협교육원앞 - 양기리 - 워치타워앞 - 신두리 - 한천교
  - 대덕면 한천교 - 죽리 - 안성천교
  - 미양면 안성천교 - 후평리 - 양지리 - 정동리 - 마산리 - 보체리 - (구수교 북단) - 안성제2산업단지 - 안성제2산업단지사거리 - 계륵리
  - 안성동 계동 교차로 - 안성축협 - 도기 교차로 - 도기교 - 도기삼거리 - 안성대교 - 안성대교(북)사거리 - 인지사거리 - 서인사거리 - 봉산로터리 - 백성교 - 가현 교차로
  - 보개면 동신리
  - 금광면 신양복리 - 금광리 - 금광교 - 금광2교 - 한운리 - 한운교 - 대문교 - 현곡리 - 제2옥정교 - 옥정리 - 옥정재

### 충청북도 (구지방도 제587호선구간)
- 진천군
  - 이월면 옥정재 - 신계리 - 천룡CC - 이월저수지 - 송림리 - 송림삼거리 - 송림교 - 대막삼거리 - 장양리 - 미잠교 - 미잠삼거리(북진천 나들목) - 미잠1교 - 미잠리
  - 덕산읍 신척산업단지 - 합목 교차로 - 합목리 - 합목삼거리

## 중복 구간
- 화성시 장안면 장안 교차로 ~ 평택시 포승읍 신원 교차로 : 지방도 제313호선과 중복
- 평택시 포승읍 홍원육교 동단 ~ 신원 교차로 : 지방도 제309호선과 중복
- 안성시 원곡면 (해창테크) ~ 공도읍 (신기) : 지방도 제321호선과 중복
- 안성시 공도읍 부영아파트앞 ~ 농협교육원앞 : 국도 제38호선과 중복
- 안성시 안성동 계동 교차로 ~ 도기 교차로 : 국가지원지방도 제57호선과 중복

## 도로명
- 경기도
  - 화성시 우정읍 이화 교차로 ~ 장안면 장안 교차로 : 남양황라로
  - 화성시 장안면 장안 교차로 ~ 평택시 포승읍 신원 교차로 : 포승장안로
  - 평택시 청북읍 청북읍 행정복지센터 앞사거리 ~ 안성시 원곡면 하가천삼거리 : 청원로
  - 안성시 원곡면 하가천삼거리 ~ 칠곡삼거리 : 만세로
  - 안성시 원곡면 칠곡삼거리 ~ (해창테크) : 원당로
  - 안성시 원곡면 (해창테크) ~ 공도읍 (신기) : 덕봉서원로
  - 안성시 공도읍 (신기) ~ 부영아파트앞 : 만수로
  - 안성시 공도읍 부영아파트앞 ~ 농협교육원앞 : 서동대로
  - 안성시 공도읍 농협교육원앞 ~ 미양면 (구수교 북단) : 신두만곡로
  - 안성시 미양면 (구수교 북단) ~ 안성동 서인사거리 : 안성맞춤대로
  - 안성시 안성동 서인사거리 ~ 봉산로터리 : 중앙로
  - 안성시 안성동 봉산로터리 ~ 금광면 옥정재 : 진안로
- 충청북도
  - 진천군 이월면 옥정재 ~ 송림삼거리 : 진안로
  - 진천군 이월면 송림삼거리 ~ 대막삼거리 : 진광로
  - 진천군 이월면 대막삼거리 ~ 덕산읍 합목삼거리 : 이덕로